# Пауль-Отто Шмідт
Пауль Отто Густав Шмідт (нім. Paul Otto Gustav Schmidt; 23 червня 1899, Берлін — 21 квітня 1970, Гмунд-ам-Тегернзе) — перекладач Міністерства закордонних справ Третього Рейху (1924—1945), керівник бюро міністра, офіційний перекладач Адольфа Гітлера (з 1935), штандартенфюрер СС (з 1940).

## Біографія
У 1917-1918 роках Шмідт брав участь у Першій світовій війні в якості рядового і був поранений на Західному фронті. Після цього він вивчав сучасні мови в Берліні і одночасно працював в американському агентстві друку. З 1921 відвідував курси підготовки перекладачів для конференцій при Міністерстві закордонних справ, на яких він відрізнявся своїми видатними здібностями пам'яті. У липні 1923 року — ще під час підготовки до іспитів — Пауль Шмідт отримав перше завдання мовної служби Міністерства закордонних справ, а саме в Постійній палаті міжнародного правосуддя в Гаазі.
Завершивши навчання, Шмідт деякий час працював в Управлінні з іноземних мов імперського уряду, потім в 1924 році вступив на службу перекладачем в Міністерство закордонних справ. При Густаві Штреземані Шмідт був призначений головним перекладачем і виконував цю функцію після приходу до влади націонал-соціалістів аж до 1945 року. У цій ролі він був присутній при підписанні Локарнських договорів, а також брав участь у багатьох інших найважливіших міжнародних конференціях. 
У 1943 Шмідт вступив в НСДАП.
У травні 1945 року Шмідт був арештований і інтернований американцями. Він належав до дипломатів, які при допиті союзниками в жовтні 1945 року оцінювали напад на СРСР 22 червня 1941 роки не як ескалацію німецької військової агресії, а як необхідний стратегічний крок з метою самозахисту. У 1948 році Шмідт був звільнений.
У 1952 році Шмідт прийняв посаду ректора Мюнхенського інституту іноземних мов і перекладачів. У 1967 році відмовився від переобрання через свій вік.

## Сім'я
В 1925 році одружився, через рік у подружжя народився син.

## Звання
- Секретар місії (1933)
- Посланник (1938)
- Міністеріальдиригент, посланник першого класу і штандартенфюрер СС (1940)

## Нагороди

### Перша світова війна
- Залізний хрест 2-го класу
- Нагрудний знак «За поранення» в чорному

### Міжвоєнний період
- Почесний хрест ветерана війни з мечами
- Медаль «У пам'ять 13 березня 1938 року»
- Медаль «У пам'ять 1 жовтня 1938»

### Друга світова війна
- Офіцер ордена Корони Румунії
- Хрест Воєнних заслуг 2-го і 1-го класу

## Галерея
- Пауль-Отто Шмідт (в центрі) під час зустрічі Адольфа Гітлера з Невіллом Чемберленом (Бад-Годесберг, 24 вересня 1938).
- Зліва направо: Беніто Муссоліні, Адольф Гітлер, Пауль-Отто Шмідт і Невілл Чемберлен (Мюнхен, 29 вересня 1938).
- Шмідт (в центрі) під час зустрічі Адольфа Гітлера з маршалом Франції Філіппом Петеном (24 жовтня 1940).